# بوريا
بوريا (بالروسية: Бурея) هو نهر في مقاطعة أمور أوبلاست في روسيا. يبلغ طوله 623 كم، وهو أحد روافد نهر آمور ويفيض نحو الجنوب.